# 435950 Bad Konigshofen
435950 Bad Konigshofen este o planetă minoră (asteroid), cu un diametru de 3,372 km, din centura de asteroizi. A fost descoperită pe 21 februarie 2009 la Observatorio de Calar Alto⁠(d) de Felix Hormuth⁠(d). 
Obiectul prezintă o orbită caracterizată de o semiaxă mare de 3,1028208467833 UAi, o excentricitate de 0,10114966278214, o înclinație de 28,275004185329 ° în raport cu ecliptica.